# Guinkirchen

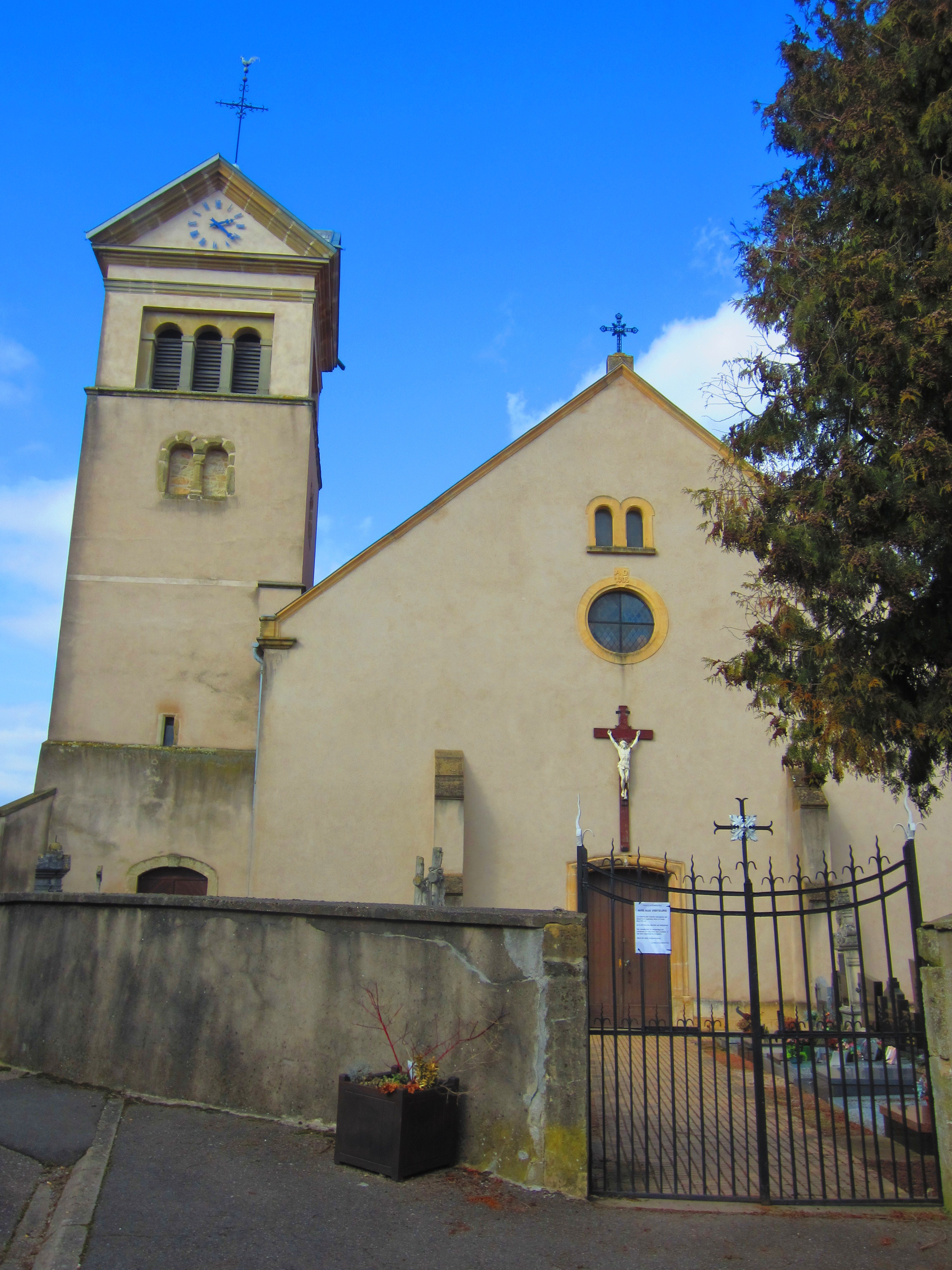
Kirche St. Maurice (12. Jh., Turm 1847 erhöht)

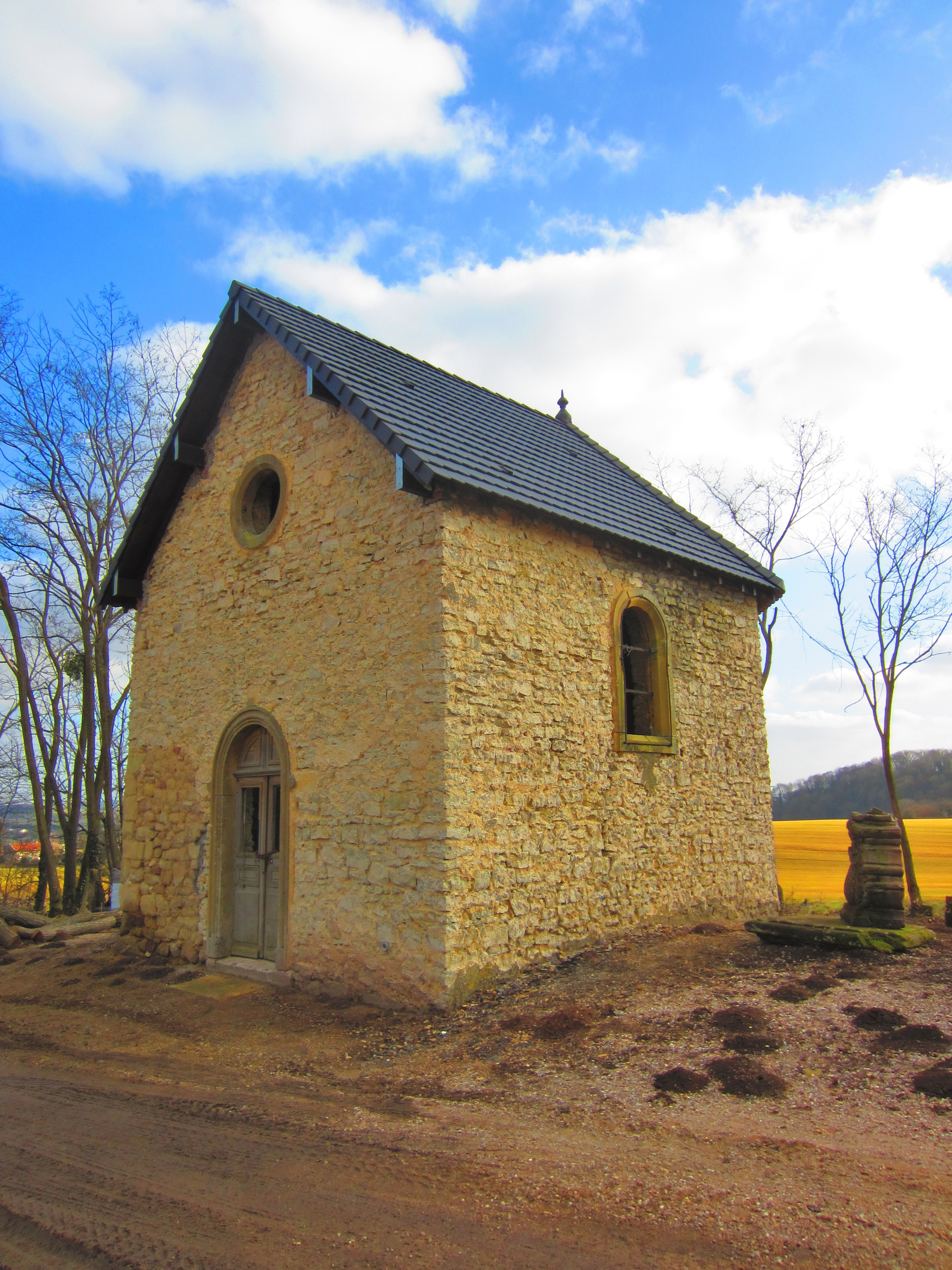
Cholera-Kapelle

Guinkirchen (deutsch Gehnkirchen) ist eine französische Gemeinde mit 143 Einwohnern (Stand 1. Januar 2022) im Département Moselle in der Region Grand Est (bis 2015 Lothringen).

## Geographie
Die Gemeinde liegt in Lothringen auf einer Anhöhe der linken Seite der Nied, etwa 22 Kilometer nordöstlich von Metz und vier Kilometer nordwestlich von Boulay-Moselle (Bolchen) sowie 20 Kilometer westlich des Grenzortes Creutzwald (Kreuzwald) an der Grenze zum Saarland.
Zur Gemeinde gehört der östlich des Dorfkerns an einer Furt der Nied gelegene Wohnplatz Flassgarten.

## Geschichte
Die Ortschaft gehörte früher zum Herzogtum Lothringen im Heiligen Römischen Reich.
1148 wurde der Ort erstmals als Guinkirken und Genkiriche erwähnt. Weitere überlieferte Ortsbezeichnungen sind  Gankirke (1199), Genchirche (1270), Gankerken (1271), Gankierke (1311), Gankirchen (1322), Ganguergue (1347), Gamquiersch (1357), Gainquirchien (15. Jh.), Guenkierchen (1461), Genkirchen (1467), Gangreticum (1681),  Gain, Gehinkirchen (18. Jh.) und Genkerquien (1736).
Durch den Frankfurter Frieden vom 10. Mai 1871 kam das Gebiet an das deutsche Reichsland Elsaß-Lothringen, und das Dorf wurde dem Kreis Bolchen im Bezirk Lothringen zugeordnet. Die Dorfbewohner betrieben Getreide- und Weinbau.
Nach dem Ersten Weltkrieg musste die Region aufgrund der Bestimmungen des Versailler Vertrags 1919 an Frankreich abgetreten werden. Im Zweiten Weltkrieg war die Region von der deutschen Wehrmacht besetzt.

### Bevölkerungsentwicklung
| Jahr      | 1962 | 1968 | 1975 | 1982 | 1990 | 1999 | 2009 | 2019 |
| Einwohner | 178  | 159  | 139  | 149  | 156  | 139  | 187  | 149  |

## Sehenswürdigkeiten
- Kirche St. Maurice aus dem 12. Jahrhundert, mit 1847 aufgestocktem Turm[1][2]
- Cholera-Kapelle (Chapelle du Choléra) von 1850